# Lukáš Vraštil
Lukáš Vraštil (Jilemnice, 10 marzo 1994) è un calciatore ceco, difensore del Sigma Olomouc.

## Carriera

### Club
Ha giocato nella prima divisione ceca.

### Nazionale
Ha giocato nelle nazionali giovanili ceche Under-16, Under-20 ed Under-21.

## Palmarès

### Club

#### Competizioni nazionali
- Coppa della Repubblica Ceca: 1

Sigma Olomouc: 2024-2025